# Технополис GS

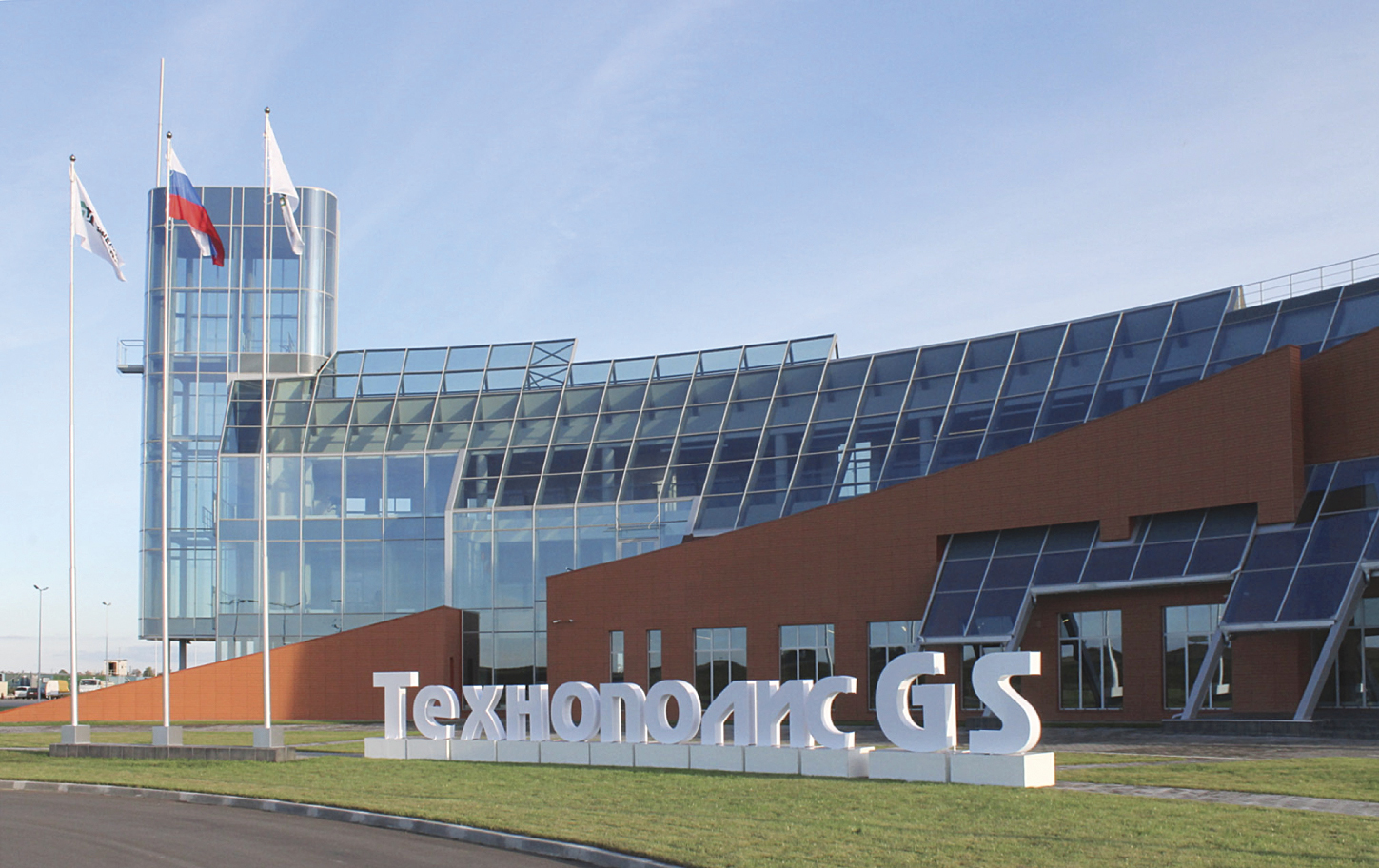
Технополис GS

«Технополис GS» — частный инновационный кластер, инвестиционный проект холдинга GS Group. Расположен в г. Гусеве Калининградской области, в 112 км от Калининграда. Инвестиции в проект составили более 10 млрд рублей, площадь развиваемой территории — 230 га. В состав кластера входят производственная зона, жилой квартал и креативное пространство.
Основными направлениями производства являются микроэлектроника и потребительская электроника. В «Технополисе GS» разрабатывают и выпускают  российские SSD (solid-state drive, твердотельные накопители) и микропроцессоры, ведут разработки в области светодиодов, решений в сфере умного дома и умного города.
В состав кластера входят предприятия по разработке, утонению и резке кремниевых пластин 300 мм на чипы (кристаллы), корпусирование и тестирование микроэлектронной продукции (GS Nanotech); сборке электронных устройств и их функциональное тестирование (НПО «Цифровые Телевизионные Системы»); производство упаковочного материала в Калининградской области («Первая Картонажная Фабрика»); предприятие по литью пластмасс, производству пластмассовых и металлических деталей. Разработка и производство компонентов для светотехники, контрактное производство LED-светильников («Пранкор»).
В кластере действуют R&D- и образовательный центры, современная жилая зона, инфраструктура, креативная среда, реализуется комплексная образовательная программа, развито волонтерское движение.